# قرع الغزال
قرع الغزال  قرية سوريّة تتبع إداريّاً لمحافظة حلب ، منطقة جبل سمعان ، ناحية تل الضمان ، بلغ تعداد سكانها 209 نسمة حسب التعداد السكاني لعام 2004.